# Steigerwald
Steigerwald er en naturpark i den nordlige del af Bayern mellem byerne Bamberg, Schweinfurt, Würzburg og Nürnberg. Mod nord afgrænses området af floden Main og mod øst af Regnitz. Mod syd dannes grænsen af 
Aisch, mod vest igen af Main og i forlængelse af den en linje fra Marktbreit over Uffenheim til Bad Windsheim. Landskabet er præget af løv- og nåleskove og vinavl.

## Geografi
Steigerwald ligger ved skæringspunktet for Regierungsbezirkene Unter-, Mittel og Oberfranken. Det præcise skæringspunkt er markeret af en sten: Dreifrankenstein .
Steigerwald dækker et areal på 1.280 km², hvoraf halvdelen er beskyttet som Landschaftsschutzgebiet.
Markante bakker i Steigerwaldes er:
- Scheinberg, 499 m (højeste punkt i Steigerwald)
- Hoher Landsberg, 498 m
- Zabelstein, 488 m
- Knetzberg, 487 m
- Schwanberg, 474 m
- Friedrichsberg, 473 m
- Frankenberg, 463 m

Turistruten Steigerwald-Höhenstraße går gennem Steigerwald i retning nord-syd. 

## Landkreise
- Landkreis Bamberg
- Landkreis Erlangen-Höchstadt
- Landkreis Haßberge
- Landkreis Kitzingen
- Landkreis Neustadt an der Aisch-Bad Windsheim
- Landkreis Schweinfurt